# Ostrowy (gromada w powiecie kutnowskim)
Ostrowy – dawna gromada, czyli najmniejsza jednostka podziału terytorialnego Polskiej Rzeczypospolitej Ludowej w latach 1954–1972.
Gromady, z gromadzkimi radami narodowymi (GRN) jako organami władzy najniższego stopnia na wsi, funkcjonowały od reformy reorganizującej administrację wiejską przeprowadzonej jesienią 1954 do momentu ich zniesienia z dniem 1 stycznia 1973, tym samym wypierając organizację gminną w latach 1954–1972.
Gromadę Ostrowy siedzibą GRN w Ostrowach utworzono – jako jedną z 8759 gromad na obszarze Polski – w powiecie kutnowskim w woj. łódzkim, na mocy uchwały nr 30/54 WRN w Łodzi z dnia 4 października 1954. W skład jednostki weszły obszary dotychczasowych gromad Bzówki, Lipiny, Grodno, Nowa Wieś, Ostrowy, Ostrowy Nowe, Wołodrza, Wola Pierowa i Zieleniec ze zniesionej gminy Ostrowy oraz część dotychczasowej gromady Imielinek położona na granicy gruntów dotychczasowych gromad Imielno i Nowe Ostrowy ze zniesionej gminy Łanięta w tymże powiecie. Dla gromady ustalono 27 członków gromadzkiej rady narodowej.
Gromada przetrwała do końca 1972 roku, czyli do kolejnej reformy gminnej.